# Arycanda simulans
Arycanda simulans là một loài bướm đêm trong họ Geometridae.